# Graham Sharp
Henry Graham Sharp (19 dicembre 1917 – 2 gennaio 1995) è stato un pattinatore artistico su ghiaccio britannico, specializzato nel singolo.

## Palmarès
| Evento                    | 1934 | 1935 | 1936 | 1937 | 1938 | 1939 | 1946 | 1948 |
| ------------------------- | ---- | ---- | ---- | ---- | ---- | ---- | ---- | ---- |
| Giochi olimpici invernali |      |      | 5°   |      |      |      |      | 7°   |
| Campionati mondiali       | 6°   | 4°   | 2°   | 2°   | 2°   | 1°   |      | 6°   |
| Campionati europei        |      |      | 2°   | 2°   | 2°   | 1°   |      |      |
| Campionati britannici     | 1°   | 1°   | 1°   | 1°   | 1°   | 1°   | 1°   | 1°   |